# Palacinho
O Palacinho, originalmente Palacete Santo Meneghetti, depois oficialmente Palácio do Vice-Governador do Estado do Rio Grande do Sul, é um prédio histórico da cidade brasileira de Porto Alegre, tombado pelo IPHAE, localizado na Avenida Cristóvão Colombo nº 300, no bairro Floresta.
Desde setembro de 2017, o prédio foi cedido pelo governo estadual do Rio Grande do Sul por meio de termo de cessão de uso para abrigar a Escola Musical e sede admnistrativa da Fundação da Orquestra Sinfônica de Porto Alegre (FOSPA).

## História
O prédio, em estilo eclético com predomínio de elementos neoclássicos, foi mandado construir em 1926 por Santo Meneghetti (1869-1950), um comerciante italiano radicado em Porto Alegre, com projeto do engenheiro italiano Armando Boni. O propósito primeiro da construção foi prover acomodações adequadas para o conde Galeazzo Ciano, genro de Benito Mussolini, que estava em viagem pela América Latina e deveria passar pela capital gaúcha. 
Localizado numa esquina, a fachada principal do edifício, a mais estreita, tem uma grande porta em arco com belo e intrincado gradeamento em grosso ferro forjado (onde se mostra o brasão do Estado do Rio Grande do Sul e a inscrição GABINETE DO VICE-GOVERNADOR), e está ladeada de altas janelas em arco, que continuam na fachada lateral, onde dispõem de sacadas. O piso superior, um pouco menos alto, tem desenho semelhante, com uma janela maior acima da porta de entrada e uma série de outras janelas de marco mais ligeiro, todas com sacadas suportadas por grandes volutas. Coroa a edificação uma grande cornija também suportada por volutas. 
A entrada dá acesso a um saguão e a seguir penetra-se em um espaço nobre com escadaria, estatuária e piso de mármore, vitrais, pinturas e outros elementos decorativos. O piso do saguão e a circulação do segundo pavimento mostram ladrilhos hidráulicos e esquadrias em madeira possivelmente originais. A sala de reuniões apresenta lareira com pilastras e friso ornamental. Nas paredes e teto, decoração com predomínio de figuras geométricas. Na circulação principal do primeiro pavimento, o teto apresenta pinturas e elementos em estilo Art Déco. 
Em 1954, foi desapropriado pelo Governo do Estado para sediar o Departamento Estadual do Serviço Público, mas em 1971 acabou destinado à residência dos Vice-Governadores. Hoje abriga apenas o gabinete do Vice-Governador e escritórios associados à vice-governança, e já não serve como moradia. O prédio foi tombado pelo Patrimônio Histórico Estadual em 28 de dezembro de 1996. Durante alguns meses de 1967 o prédio abrigou também a 1ª Vara da Justiça Federal do Rio Grande do Sul. 
Tendo sofrido desgastes com o passar do tempo, em 2003 foi aberto um processo para sua restauração, que no entanto só se completou em sua primeira etapa, recuperando a parte artística da obra, seu acervo de afrescos, murais, clarabóias, vitrais franceses, relevos, mármores e granitos e a fachada, resgatando o aspecto original do prédio. 
Em março de 2007 o Vice-Governador Paulo Affonso Feijó viajou a Brasília para apresentar projeto visando captação de recursos da Lei Rouanet para a continuidade do restauro, desta vez para sanar problemas ainda pendentes nas instalações complementares (energia, logística, segurança e acesso a pessoas portadoras de deficiência) e para a implantação do Memorial Armando Boni. O projeto completo foi avaliado em aproximadamente R$ 2 milhões, deve ter início no segundo semestre deste ano, e deve contar também com verbas privadas. Porém esta etapa da restauração também não foi realizada.
Em 2017, foi cedido pelo governo à Fundação da OSPA para abrir sua sede administrativa e escola de música.